# Alcance (aeronáutica)

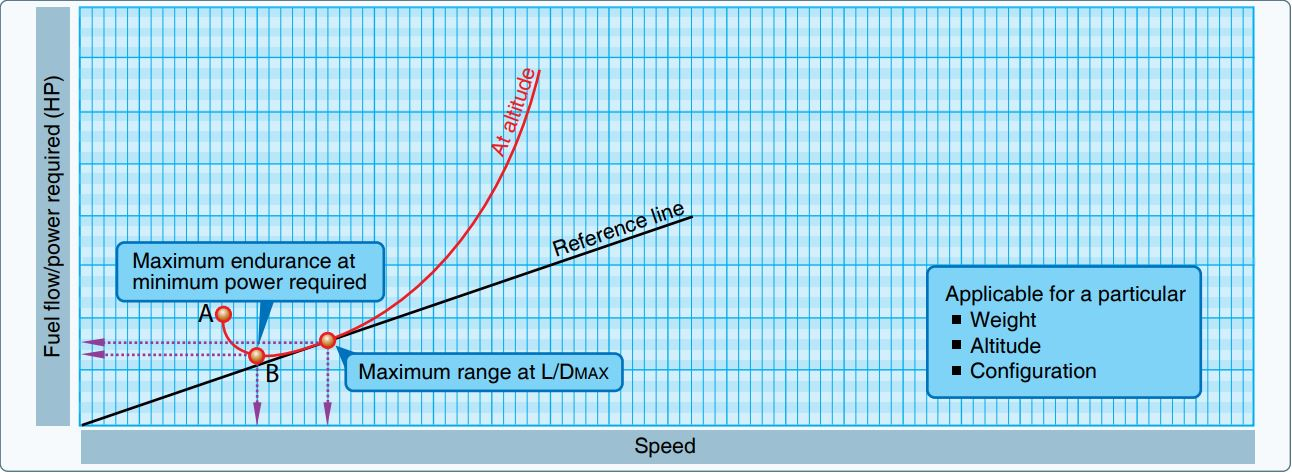
Máxima resistencia y autonomía en función de la velocidad aerodinámica. La condición de máxima resistencia se obtendría en el punto de mínima potencia requerida, ya que esto requeriría el menor flujo de combustible para mantener el avión en vuelo estable y nivelado. La condición de máxima autonomía se obtendría en el punto donde la relación entre la velocidad y la potencia requerida es mayor. La condición de máximo alcance se obtiene en la relación máxima de sustentación/arrastre (L/DMAX)

En aeronáutica, se llama alcance de una aeronave a la distancia que es capaz de recorrer volando a velocidad de crucero en línea recta. Este concepto es diferente del radio de acción, que implica que la aeronave debe volver a su punto de salida en el mismo vuelo.
El alcance máximo es una especificación muy importante para las aeronaves y se calcula con el aparato repleto de combustible y con la carga útil mínima. Cuanta más carga útil lleve un avión y menos combustible, menor será su alcance.
La autonomía total máxima es la distancia máxima que una aeronave puede recorrer entre el despegue y el aterrizaje. La autonomía de las aeronaves con motor está limitada por la capacidad de almacenamiento de energía (química o eléctrica) del combustible, teniendo en cuenta los límites de peso y volumen.  La autonomía de las aeronaves sin motor depende de factores como la velocidad a campo traviesa y las condiciones ambientales. El límite de tiempo de combustible para las aeronaves con motor está fijado por el combustible disponible (considerando las necesidades de combustible de reserva) y la tasa de consumo. 
Algunas aeronaves pueden obtener energía mientras están en el aire a través del medio ambiente (por ejemplo, recogiendo energía solar o a través de las corrientes de aire ascendentes de la elevación mecánica o térmica) o del reabastecimiento en vuelo. En teoría, estos aviones podrían tener una autonomía infinita.
Vuelo ferry o vacío
Un vuelo cuyo propósito es el de devolver un avión a la base; entregar una aeronave de un lugar a otro; mover una aeronave hacia y desde una base de mantenimiento, etc. Significa el alcance máximo que puede alcanzar una aeronave que realiza vuelo ferry. Suele significar la carga máxima de combustible, opcionalmente con depósitos de combustible adicionales y un equipamiento mínimo. Se refiere al transporte de aeronaves sin pasajeros ni carga.
En caso de aviones militares, el alcance en ferry indica la distancia máxima posible sin armamento y con tanques de combustible llenos.
Otros tipos de vuelos ferry
- Vuelos vacíos para realizar traslados humanitarios.
- Vuelos para realizar repatriación de ciudadanos.
- Cambio de un aeropuerto a otro para cumplir un itinerario.
- Traslado de avión por desvío de la aeronave.
- Traslado del avión para suplir cancelaciones.
- Vuelo de devolución al dueño de la aeronave.

## Obtención
Para la mayoría de las aeronaves sin motor, el tiempo máximo de vuelo es variable, limitado por las horas de luz disponibles, el diseño de la aeronave (rendimiento), las condiciones meteorológicas, la energía potencial de la aeronave y la resistencia del piloto. Por lo tanto, la ecuación de la autonomía sólo puede calcularse exactamente para las aeronaves con motor. Se derivará tanto para los aviones de hélice como para los de reacción. Si la masa total {\displaystyle W} de la aeronave en un momento determinado {\displaystyle t} es:
{\displaystyle W=W_{0}+W_{f},}
donde {\displaystyle W_{0}} es la masa de combustible cero y {\displaystyle W_{f}} la masa del combustible, la tasa de consumo de combustible por unidad de tiempo de flujo {\displaystyle F} es igual a:
{\displaystyle -{\frac {dW_{f}}{dt}}=-{\frac {dW}{dt}}.}
La tasa de cambio de la masa del avión con la distancia {\displaystyle R} es
{\displaystyle {\frac {dW}{dR}}={\frac {\frac {dW}{dt}}{\frac {dR}{dt}}}=-{\frac {F}{V}},}
donde {\displaystyle V} es la velocidad, de modo que
{\displaystyle {\frac {dR}{dt}}=-{\frac {V}{F}}{\frac {dW}{dt}}}
Se deduce que el alcance se obtiene a partir de la integral definida siguiente, siendo {\displaystyle t_{1}} y {\displaystyle t_{2}} los tiempos de inicio y final respectivamente y {\displaystyle W_{1}} y {\displaystyle W_{2}} las masas inicial y final del avión
| {\displaystyle R=\int _{t_{1}}^{t_{2}}{\frac {dR}{dt}}dt=\int _{W_{1}}^{W_{2}}-{\frac {V}{F}}dW=\int _{W_{2}}^{W_{1}}{\frac {V}{F}}dW} | \| \| \| \| \| \| \| \| | (1) |
| |                         |     |
| |                         |     |

### Alcance específico
El término {\textstyle {\frac {V}{F}}}, donde {\displaystyle V} es la velocidad, y {\displaystyle F} es la tasa de consumo de combustible, se denomina alcance específico (= alcance por unidad de masa de combustible; unidades S.I.: m/kg). La autonomía específica se puede determinar ahora como si el avión estuviera en vuelo casi estacionario. En este caso, hay que tener en cuenta una diferencia entre los aviones de reacción y los de hélice.

### Aeronaves de hélice
En el caso de la propulsión por hélice, hay que tener en cuenta la velocidad de vuelo nivelada para una serie de pesos del avión a partir de la condición de equilibrio {\displaystyle P_{a}=P_{r}}. A cada velocidad de vuelo le corresponde un valor particular de eficiencia propulsora {\displaystyle \eta _{j}} y consumo específico de combustible {\displaystyle c_{p}}. Se pueden encontrar las sucesivas potencias de los motores:
{\displaystyle P_{br}={\frac {P_{a}}{\eta _{j}}}}
Ahora se pueden calcular los caudales correspondientes al peso del combustible:
{\displaystyle F=c_{p}P_{br}}
La potencia de empuje, es igual a la velocidad multiplicada por la resistencia, se obtiene a partir de la relación entre sustentación y resistencia:
{\displaystyle P_{a}=V{\frac {C_{D}}{C_{L}}}Wg;}
aquí Wg es el peso (fuerza en newtons, si W es la masa en kilogramos); g es la gravedad estándar (su valor exacto varía, pero tiene un promedio de 9,81 m/s2).
El alcance total , suponiendo un vuelo con relación de sustentación y resistencia constante, viene dado por
{\displaystyle R={\frac {\eta _{j}}{gc_{p}}}{\frac {C_{L}}{C_{D}}}\int _{W_{2}}^{W_{1}}{\frac {dW}{W}}}
Para obtener una  expresión analítica para la autonomía, hay que tener en cuenta que la autonomía específica y el caudal de peso del combustible pueden relacionarse con las características del avión y del sistema de propulsión; si éstas son constantes:
{\displaystyle R={\frac {\eta _{j}}{gc_{p}}}{\frac {C_{L}}{C_{D}}}\ln {\frac {W_{1}}{W_{2}}}}

### Aeronaves de propulsión eléctrica
Un avión eléctrico sólo con batería tendrá la misma masa en el despegue y en el aterrizaje. El término logarítmico con las relaciones de peso se sustituye por la relación directa entre {\displaystyle W_{\text{batería}}/W_{\text{total}}}
{\displaystyle R=E^{*}{\frac {1}{g}}\eta _{\text{total}}{\frac {L}{D}}{\frac {W_{\text{batería}}}{W_{\text{total}}}}}
donde {\displaystyle E^{*}} es la energía por masa de la batería, por ejemplo, 150-200 Wh/kg para las baterías de iones de litio, {\displaystyle \eta _{\text{total}}}
la eficiencia total (normalmente 0,7-0,8 para las baterías, el motor, la caja de cambios y la hélice), {\displaystyle L/D} la sustentación sobre la resistencia (alrededor de 18), y la relación de peso {\displaystyle {W_{\text{batería}}}/{W_{\text{total}}}} normalmente alrededor de 0,3.

### Avión de reacción
El alcance de los aviones a reacción puede obtenerse de la misma manera. Ahora, se supone que se trata de un vuelo nivelado casi estable. Se utiliza la relación {\displaystyle D={\frac {C_{D}}{C_{L}}}W}. El empuje se puede escribir ahora como:
{\displaystyle T=D={\frac {C_{D}}{C_{L}}}W;} donde W es una fuerza en newtons.
Los motores a reacción se caracterizan por un consumo específico de combustible por empuje, de modo que la tasa de flujo de combustible es proporcional a la arrastre, en lugar de a la potencia.
{\displaystyle F=c_{T}T=c_{T}{\frac {C_{D}}{C_{L}}}W}
Utilizando la ecuación de sustentación, 
{\displaystyle {\frac {1}{2}}\rho V^{2}SC_{L}=W}
donde {\displaystyle \rho } es la densidad del aire, y S la superficie alar, el alcance específico se encuentra igual a:
{\displaystyle {\frac {V}{F}}={\frac {1}{c_{T}}}{\sqrt {{\frac {C_{L}}{C_{D}^{2}}}{\frac {2}{\rho SW}}}}}
Insertando esto en (1) y suponiendo que sólo varía {\displaystyle W}, el rango (en kilómetros) pasa a ser:
{\displaystyle R={\frac {1}{c_{T}}}{\sqrt {{\frac {C_{L}}{C_{D}^{2}}}{\frac {2}{g\rho S}}}}\int _{W_{2}}^{W_{1}}{\frac {1}{\sqrt {W}}}dW;}
donde {\displaystyle W} es la masa.
Cuando se navega a una altura fija, un ángulo de ataque fijo y un consumo específico de combustible constante, la autonomía pasa a ser:
{\displaystyle R={\frac {2}{c_{T}}}{\sqrt {{\frac {C_{L}}{C_{D}^{2}}}{\frac {2}{g\rho S}}}}\left({\sqrt {W_{1}}}-{\sqrt {W_{2}}}\right)}
donde se desprecia la compresibilidad sobre las características aerodinámicas del avión al reducirse la velocidad de vuelo durante el mismo.

### Crucero/escalada (ecuación de gama Breguet)
Para los aviones a reacción que operan en la estratosfera (altitud aproximada entre 11 y 20 km), la velocidad del sonido es aproximadamente constante, por lo que volar con un ángulo de ataque fijo y un número de Mach constante requiere que la aeronave ascienda (a medida que el peso disminuye debido a la quema de combustible), sin cambiar el valor de la velocidad local del sonido.  En este caso:
{\displaystyle V=aM}
donde {\displaystyle M} es el número Mach de crucero y {\displaystyle a} la velocidad del sonido. W es el peso. La ecuación de alcance se reduce a:
{\displaystyle R={\frac {aM}{gc_{T}}}{\frac {C_{L}}{C_{D}}}\int _{W_{2}}^{W_{1}}{\frac {dW}{W}}}
donde {\textstyle a={\sqrt {{\frac {7}{5}}R_{s}T}}}; ; aquí {\displaystyle R_{s}} es la constante de calor específico del aire 287.16 J/kg K (basado en normas de aviación) y {\displaystyle \gamma =7/5=1.4} (derivada de {\textstyle \gamma ={\frac {c_{p}}{c_{v}}}} y {\displaystyle c_{p}=c_{v}+R_{s}}). {\displaystyle c_{p}} y {\displaystyle c_{v}} son la capacidad calorífica específica del aire a presión y volumen constantes, respectivamente.
O bien {\textstyle R={\frac {aM}{gc_{T}}}{\frac {C_{L}}{C_{D}}}\ln {\frac {W_{1}}{W_{2}}}}. También se conoce como la "ecuación de la gama Breguet", en honor al pionero de la aviación francesa, Breguet.